# Bécancour (regionalna gmina hrabstwa)
Bécancour – regionalna gmina hrabstwa (MRC) w regionie administracyjnym Centre-du-Québec prowincji Quebec, w Kanadzie. Stolicą jest miasto Bécancour. Składa się z 12 gmin: 1 miast, 8 gmin, 3 parafii.
Bécancour ma 20 081 mieszkańców. Język francuski jest językiem ojczystym dla 98,0%, angielski dla 0,9% mieszkańców (2011).